# Caucus du Congrès des États-Unis
 (novembre 2020).
Si vous disposez d'ouvrages ou d'articles de référence ou si vous connaissez des sites web de qualité traitant du thème abordé ici, merci de compléter l'article en donnant les références utiles à sa vérifiabilité et en les liant à la section « Notes et références ».
Les caucus du Congrès américain, connue également sous le nom de coalitions, sont des groupes parlementaires qui existent dans les deux chambres qui constituent le Congrès des États-Unis, le Sénat et la Chambre des représentants.
Ces groupes parlementaires peuvent être l'émanation de partis ou de courants politiques, ils peuvent alors s'apparenter aux groupes parlementaires des différents parlements nationaux en Europe. Cependant ils peuvent aussi se former autour de minorités ethniques, voire autour de questions sociales ou sociétales précises.

## Étymologie
Le terme « caucus » vient de l'algonquin et signifie « se rencontrer ».

## Coalitions parlementaires des deux principaux partis
Les deux plus importantes coalitions sont celles des deux principaux partis politiques américains que sont le Parti républicain et le Parti démocrate.

## Caucus relatifs aux courants politiques
Chacun des deux grands camps politiques américains est divisé en différents courants politiques.
- Dans le camp démocrate, l'aile la plus conservatrice est regroupée au sein de la Blue Dog Coalition, les démocrates modérés au sein de la New Democrat Coalition, l'aile gauche progressiste au sein du Congressional Progressive Caucus, et les démocrates libertariens au sein du Democratic Freedom Caucus.
- Chez les républicains, les différentes coalitions sont le Republican Study Committee, regroupant les républicains conservateurs, le Liberty Caucus représentant les républicains libertariens. Il existe depuis 2010 le Tea Party Caucus (en), émanation du courant politiques des Tea Parties, qui compte 52 membres à la Chambre des représentants et quatre membres au Sénat.

D'autres tendances politiques existent au sein des membres du Congrès, comme le Democratic Leadership Council et le Republican Main Street Partnership qui représente républicains modérés.

## Caucus de minorités ethniques
Le caucus noir du Congrès représente les parlementaires Afro-Américains. Il existe deux caucus latino-américains, le Congressional Hispanic Caucus, démocrate, et la Congressional Hispanic Conference de sensibilité républicaine. Le Congressional Asian Pacific American Caucus représente quant à lui les Asio-Américains.

## Sources
- (en) Cet article est partiellement ou en totalité issu de l’article de Wikipédia en anglais intitulé « Congressional caucus » (voir la liste des auteurs).